# Península de Burica
La península de Burica es una pequeña península de forma alargada y ligeramente triangular, compartida por Costa Rica y Panamá. Junto con las penínsulas panameñas de Las Palmas y de Azuero, son las más meridionales de América Central.
La península se caracteriza por presentar un relieve abrupto de baja altitud que sobresale paralelo al litoral del océano Pacífico y que abarca dos terceras partes de su territorio. El eje montañoso define la frontera natural de ambos países. El sector costarricense (al oeste), presenta una llanura costera mucho más estrecha que su contraparte panameña (al este), casi tres veces más amplia.
Cabe destacar que el lado costarricense es el punto más meridional del país (a excepción de la isla del Coco). Desde esta península se destacan algunas puntas como punta Burica (en el lado panameño) punto más distante de la península; punta El Mangle y punta Gorda (ambas en el lado costarricense).

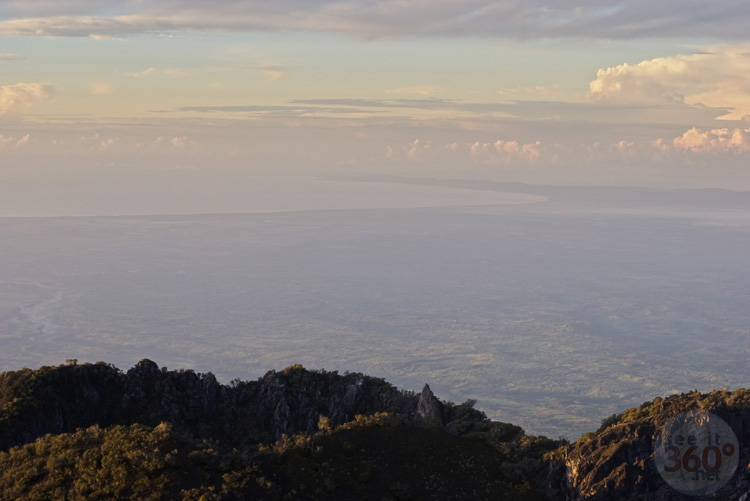
Vista de la península de Burica desde la cima del volcán Barú.

Esta zona está habitada por personas cuya principal actividad es la pesca. En el lado panameño se destacan la ciudad de Puerto Armuelles (la más habitada de la península) y las localidades de Guanábano, Las Mellizas y Limones. En el lado costarricense se destaca el poblado de Las Peñas.
En 2006 en el lado panameño se ha asignado una zona especial para el fomento industrial en la zona de Las Mellizas.
- Datos: Q2612504
- Multimedia: Burica Peninsula / Q2612504